# Rooglaid (Kiudu lõpp)
Rooglaid ist eine unbewohnte Insel, zehn Meter von der größten estnischen Insel Saaremaa entfernt. Die Insel liegt in der Landgemeinde Saaremaa im Kreis Saare. Sie liegt in der Bucht Kiudu lõpp im Kahtla-Kübassaare hoiuala.
Rooglaid ist 180 Meter lang und 60 Meter breit.